# حبیب زرگرپور
حبیب زرگرپور (انگلیسی: Habib Zargarpour؛ زادهٔ ۱۰ مارس ۱۹۶۵) یک کارگردان هنری اهل ایران است. وی از سال ۱۹۹۰ میلادی تاکنون مشغول فعالیت بوده‌است.حبیب زرگرپور با درجه لیسانس علوم در طراحی صنعتی با تمجید فارغ‌التحصیل از دانشکده هنر سنتر در پاسادنا، کالیفرنیا، و پس از دریافت مدرک لیسانس علوم کاربردی در مهندسی مکانیک از دانشگاه بریتیش کلمبیا، به تازگی فارغ‌التحصیل شده است. او مسیر حرفه‌ای خود را با فیلم‌های ۳ بعدی IMAX در لس آنجلس آغاز کرد و سپس به منطقه خلیج سانفرانسیسکو رفت و به عنوان هنرمند افکت‌های ویژه در کمپانی Industrial Light & Magic (ILM) کار کرد، شروع کار خود را با فیلم The Mask. او اثر Nexus را برای فیلم Star Trek: Generations توسعه داد و همچنین در کنار ناظر افکت‌های ویژه جان نول با انفجار سیاره و استفاده نخستین مرتبه از سفینه CG Enterprise همکاری کرد. او همچنین با ناظر افکت‌های ویژه کِن رالستون در اثر Jumanji بر روی افکت‌های بازی تخته‌ای همکاری کرد. زرگرپور همچنین برای فیلم Twister اولین تورنادوی ذرات را توسعه داد و با ناظر افکت‌های ویژه سِنیور دنیس مورن در زمان ضبط آزمایشی و بعدها با استفن فنگ‌مایر در افکت‌های فیلم همکاری کرد. او برای کارهای خود در ILM در دو بار به جوایز اکادمی نامزد شده و در دو بار به عنوان برترین افکت‌های بصری در BAFTA برای فیلم‌های Twister و The Perfect Storm برنده شده است. برخی از سایر پروژه‌های فیلمی که در آنها شرکت کرده‌است، شامل Star Trek: First Contact، Star Wars Episode I، The Bourne Identity، Spawn و Signs می‌شوند.